# HOPE (KANA-BOONの曲)
「HOPE」（ホープ）は、KANA-BOONの楽曲。2021年8月8日にKi/oon Musicから1作目の配信限定シングルとして配信リリースされた。

## 概要
- 自身初の配信限定シングル[注 1]。
- ボーカルの谷口鮪が2020年10月からの体調不良による活動休止[2]から、2021年4月に復帰[3]後初となるリリース[1]。活動休止中の時期について谷口は、「心のコントロールが出来なくなってしまった去年、音楽を聴くこともままならない状態で、いままで音楽に没頭し続けてきた自分にとっては絶望の淵に立っているような気持ちでした」とコメントしている[1]。
- 表題曲「HOPE」は、強い決意と希望が込められたミドルテンポナンバーとなっており[4]、本曲について谷口は「涙が燃え尽きてしまうまで生きよう、という言葉で締め括るこの曲に僕は命を預けてみようと決意しました」とコメントしている[1]。
- 2021年8月8日、本曲の配信リリースと同時に本曲のミュージック・ビデオが公開された[5]。
  - 真っ白な空間の中で、ジャケットアートワークにもなっている“赤い林檎”とキャストが織りなす物語が描かれ、楽曲の歌詞とリンクしながら赤い糸が紡ぐイラストレーションが印象的な作品になっており、これまでのミュージックビデオとは一線を画したシンボリックな映像となっている[5]。

## 収録曲
1. HOPE - [4:04]
作詞・作曲：谷口鮪
編曲：KANA-BOON